# My Only Wish (This Year)
My Only Wish (This Year) (englisch für „Mein einziger Wunsch (Dieses Jahr)“) ist ein Weihnachtslied der US-amerikanischen Popsängerin Britney Spears aus dem Jahr 2000.

## Inhalt
My Only Wish (This Year) wurde von Josh Schwartz und Brian Kierulf komponiert und produziert. In dem Liedtext bittet die Interpretin den Weihnachtsmann ihren einzigen Wunsch für dieses Jahr zu erfüllen. Der Titel erschien nie als Single, nur auf der Weihnachtskompilation Platinum Christmas war es mit weiteren Weihnachtsliedern unterschiedlicher Interpreten enthalten.
Für den Weihnachtsfilm Single All the Way diente der Titel als Soundtrack.

## Rezeption

### Chartplatzierungen
| Periode   | Höchstplatzierung, GesamtwochenChartplatzierungen (Periode, Platzierungen, Wochen) | Höchstplatzierung, GesamtwochenChartplatzierungen (Periode, Platzierungen, Wochen) | Höchstplatzierung, GesamtwochenChartplatzierungen (Periode, Platzierungen, Wochen) | Höchstplatzierung, GesamtwochenChartplatzierungen (Periode, Platzierungen, Wochen) |
| Periode   | DE                                                                                 | AT                                                                                 | CH                                                                                 | UK                                                                                 |
| --------- | ---------------------------------------------------------------------------------- | ---------------------------------------------------------------------------------- | ---------------------------------------------------------------------------------- | ---------------------------------------------------------------------------------- |
| 2015/16   | DE90 (1 Wo.)DE                                                                     | —                                                                                  | —                                                                                  | —                                                                                  |
| 2016/17   | DE83 (1 Wo.)DE                                                                     | —                                                                                  | —                                                                                  | —                                                                                  |
| 2017/18   | DE48 (3 Wo.)DE                                                                     | AT63 (1 Wo.)AT                                                                     | CH76 (1 Wo.)CH                                                                     | —                                                                                  |
| 2018/19   | DE33 (4 Wo.)DE                                                                     | AT49 (2 Wo.)AT                                                                     | CH48 (1 Wo.)CH                                                                     | —                                                                                  |
| 2019/20   | DE45 (1 Wo.)DE                                                                     | AT49 (1 Wo.)AT                                                                     | CH57 (1 Wo.)CH                                                                     | —                                                                                  |
| 2020/21   | DE29 (5 Wo.)DE                                                                     | AT48 (4 Wo.)AT                                                                     | —                                                                                  | —                                                                                  |
| 2021/22   | DE32 (5 Wo.)DE                                                                     | AT45 (4 Wo.)AT                                                                     | CH53 (2 Wo.)CH                                                                     | UK82 (2 Wo.)UK                                                                     |
| 2022/23   | DE37 (5 Wo.)DE                                                                     | AT42 (4 Wo.)AT                                                                     | CH49 (3 Wo.)CH                                                                     | UK68 (3 Wo.)UK                                                                     |
| 2023/24   | DE23 (5 Wo.)DE                                                                     | AT28 (4 Wo.)AT                                                                     | CH29 (4 Wo.)CH                                                                     | UK59 (4 Wo.)UK                                                                     |
| 2024/25   | DE21 (5 Wo.)DE                                                                     | AT29 (4 Wo.)AT                                                                     | CH24 (4 Wo.)CH                                                                     | UK75 (1 Wo.)UK                                                                     |
| Insgesamt | DE21 (35 Wo.)DE                                                                    | AT28 (24 Wo.)AT                                                                    | CH24 (16 Wo.)CH                                                                    | UK59 (10 Wo.)UK                                                                    |

### Auszeichnungen für Musikverkäufe
| Land/Region                  | Auszeichnungen für Musikverkäufe (Land/Region, Auszeichnung, Verkäufe) | Verkäufe  |
| ---------------------------- | ---------------------------------------------------------------------- | --------- |
| Australien (ARIA)            | Gold                                                                   | 35.000    |
| Dänemark (IFPI)              | 3× Platin                                                              | 270.000   |
| Deutschland (BVMI)           | Gold                                                                   | 250.000   |
| Vereinigte Staaten (RIAA)    | Gold                                                                   | 500.000   |
| Vereinigtes Königreich (BPI) | Gold                                                                   | 400.000   |
| Insgesamt                    | 4× Gold · 3× Platin ·                                                  | 1.455.000 |

Hauptartikel: Britney Spears/Auszeichnungen für Musikverkäufe